# Петриківська селищна рада
Петрикі́вська се́лищна ра́да — адміністративно-територіальна одиниця та орган місцевого самоврядування в Петриківському районі Дніпропетровської області. Адміністративний центр — селище міського типу Петриківка.

## Загальні відомості
- Населення ради: 7 001 особа (станом на 2001 рік)

## Населені пункти
Селищній раді підпорядковані населені пункти:
- смт Петриківка
- с. Кулішеве
- с. Сотницьке
- с. Мала Петриківка

## Склад ради
Рада складається з 26 депутатів та голови.
- Голова ради: Гавриленко Ольга Григорівна
- Секретар ради: Омелич Людмила Василівна

### Керівний склад попередніх скликань
| Прізвище, ім'я, по батькові | Основні відомості                                                | Дата обрання | Дата звільнення    |
| --------------------------- | ---------------------------------------------------------------- | ------------ | ------------------ |
| Гавриленко Ольга Григорівна | Селищний голова, 1963 року народження, освіта вища, позапартійна | 26.03.2006   | 31.10.2010         |
| Гавриленко Ольга Григорівна | Селищний голова, 1963 року народження, освіта вища               | 31.10.2010   | 25.10.2015         |
| Гавриленко Ольга Григорівна | Селищний голова, 1963 року народження, освіта вища               | 25.10.2015   | 29.10.2017         |
| Гавриленко Ольга Григорівна | Селищний голова, 1963 року народження, освіта вища               | 29.10.2010   | по тепрерішній час |

Примітка: таблиця складена за даними сайту Верховної Ради України

### Депутати
За результатами місцевих виборів 2010 року депутатами ради стали:

#### За суб'єктами висування
| Суб'єкт висування           | Кількість обраних депутатів | %    |
| --------------------------- | --------------------------- | ---- |
| Партія регіонів             | 28                          | 93,3 |
| Комуністична партія України | 1                           | 3,3  |
| Самовисування               | 1                           | 3,3  |

#### За округами
| № округу                    | Прізвище, ім'я, по батькові          | Дата визнання обраним | Освіта  | Партійна приналежність            | Відомості про обраного депутата                               |
| --------------------------- | ------------------------------------ | --------------------- | ------- | --------------------------------- | ------------------------------------------------------------- |
| Комуністична партія України |                                      |                       |         |                                   |                                                               |
| 15                          | Лисенко Альона Станіславівна         | 04.11.2010            | вища    | член Комуністичної партії України | Царичанські районні електромережі, оператор ЕОМ               |
| Партія регіонів             |                                      |                       |         |                                   |                                                               |
| 1                           | Лук'яненко Сергій Володимирович      | 04.11.2010            | вища    | позапартійний                     | пенсіонер                                                     |
| 2                           | Волкова Ліана Анатоліївна            | 04.11.2010            | вища    | член Партії регіонів              | АТ"Райффайзен Банк Аваль", Петриківське відділення, начальник |
| 3                           | Васильківська Тетяна Олексіївна      | 04.11.2010            | вища    | позапартійна                      | приватний підприємець                                         |
| 4                           | Ніколенко Микола Семенович           | 04.11.2010            | вища    | член Партії регіонів              | «Дніпрометробуд», прохідник                                   |
| 5                           | Зайцева Тетяна Анатоліївна           | 04.11.2010            | вища    | позапартійна                      | УДКУ Петриківського району, головний спеціаліст               |
| 6                           | Батюк Наталія Андріївна              | 04.11.2010            | вища    | позапартійна                      | Петриківська ЦРЛ, заступник головного лікаря                  |
| 7                           | Панібудьласка Олена Василівна        | 04.11.2010            | вища    | позапартійна                      | РФУ Петриківського району, заступник начальника управління    |
| 8                           | Ганецька Людмила Дмитрівна           | 04.11.2010            | вища    | позапартійна                      | Петриківська РДА, начальник служби у справах дітей            |
| 9                           | Лісна Наталія Миколаївна             | 04.11.2010            | вища    | позапартійна                      | Петриківський районний центр зайнятості, заступник директора  |
| 10                          | Рудовол Ярослав Сергійович           | 04.11.2010            | вища    | член Партії регіонів              | приватний підприємець                                         |
| 12                          | Омелич Людмила Василівна             | 04.11.2010            | вища    | позапартійна                      | Петриківська селищна рада, секретар                           |
| 13                          | Бондаренко Ольга Яківна              | 04.11.2010            | вища    | позапартійна                      | УДКУ Петриківського району, заступник начальника              |
| 14                          | Строценко Оксана Миколаївна          | 04.11.2010            | вища    | член Партії регіонів              | Петриківська селищна рада, спеціаліст 1 категорії             |
| 16                          | Мосійчук Тетяна Леонтіївна           | 04.11.2010            | середня | позапартійна                      | приватний підприємець                                         |
| 17                          | Гавриленко Інна Володимирівна        | 04.11.2010            | вища    | член Партії регіонів              | АТ «Райффайзен Банк Аваль», головний економіст                |
| 18                          | Гомзікова Тетяна Василівна           | 04.11.2010            | вища    | позапартійна                      | Петриківська загальноосвітня школа, директор                  |
| 19                          | Щербина Людмила Петрівна             | 04.11.2010            | вища    | позапартійна                      | Петриківський РФУ, головний економіст                         |
| 20                          | Занесиголова Олександр Олександрович | 04.11.2010            | вища    | позапартійний                     | «Петриківський райавтодор», начальник                         |
| 21                          | Лук'яненко Петро Федорович           | 04.11.2010            | середня | позапартійний                     | фермерське господарство «Істок», голова                       |
| 22                          | Чернуська Ольга Анатоліївна          | 04.11.2010            | вища    | член Партії регіонів              | Петриківський териториальний центр, директор                  |
| 23                          | Лук'яненко Людмила Михайлівна        | 04.11.2010            | вища    | позапартійна                      | Петриківська художня школа, викладач                          |
| 24                          | Захарченко Володимир Павлович        | 04.11.2010            | вища    | член Партії регіонів              | ІКЦ «Агротехекспертиза», технічний експерт                    |
| 25                          | Хоменко Микола Григорович            | 04.11.2010            | середня | позапартійний                     | приватний підприємець                                         |
| 26                          | Рудовол Анатолій Феодосійович        | 04.11.2010            | середня | позапартійний                     | тимчасово не працює                                           |
| 27                          | Завалипіч Сергій Павлович            | 04.11.2010            | вища    | позапартійний                     | Царичанські районні електромережі, провідний інженер          |
| 28                          | Патинка Геннадій Віталійович         | 04.11.2010            | вища    | позапартійний                     | Царичанські районні електромережі, начальник дільниці         |
| 29                          | Галайчук Володимир Якович            | 04.11.2010            | середня | позапартійний                     | ПП «Азимут-К», директор                                       |
| 30                          | Горбуля Людмила Миколаївна           | 04.11.2010            | середня | член Партії регіонів              | Петриківське ПТУ-79 , майстер виробничого навчання            |
| Самовисування               |                                      |                       |         |                                   |                                                               |
| 11                          | Дворський Андрій Олександрович       | 04.11.2010            | вища    | позапартійний                     | КРУ Петриківського району, старший контролер-ревізор          |